# Емануел Филиберт фон Валдщайн-Вартенберг
Емануел Филиберт Йохан Йозеф Карл Адам Проспер Петер Франц фон Валдщайн-Вартенберг (на немски: Emanuel Philibert/Filibert Johann Josef Karl Adam Prosper Peter Franz Graf von Waldstein, Herr von Wartenberg; * 2 февруари 1731, Виена; † 22 май 1775, Тршебич, Чехия) е бохемски благородник, от 1758 г. граф на Валдщайн и Вартенберг и императорски камер-хер.

## Живот
Той е големият син на имперския таен съветник граф Франц Георг фон Валдщайн-Вартенберг (1709 – 1771) и съпругата му графиня Мария Йозефа Терезия фон Траутмансдорф (1704 – 1757), дъщеря на граф Франц Венцел фон Траутмансдорф, фрайхер фон Глайхенберг (1677 – 1753), и графиня Мария Елеонора фон Кауниц (1682 – 1735). Баща му Франц Георг, като вдовец, влиза в „ордена на капуцините“.
Емануел Филиберт подарява през 1754 г. на съпругата си ловния дворец Лихтенвалд като сватбен подарък.
През 1760 г. Емануел Филиберт наследява Духцов (Дукс) и основава там фабрика за чорапи. През 1775 г. той основава нов дом за сираци до фабриката за платове в Литвинов (Обер-Лайтенсдорф).

## Фамилия
Емануел Филиберт се жени на 21 май 1754 г. в дворец Крумау за принцеса Мария Анна Терезия фон Лихтенщайн (* 15 октомври 1738, дворец Крумау; † 29 май 1814, Виена), дъщеря на княз Емануел фон Лихтенщайн (1700 – 1771) и графиня Мария Анна Антония фон Дитрихщайн-Вайхселщет (1706 – 1777). Те имат 11 деца:
- Йозеф Карл Емануел фон Валдщайн-Вартенберг (* 16 февруари 1755; † 17 март 1814), наследник
- Йохан Фридрих фон Валдщайн-Вартенберг (* 21 февруари 1756; † 15 април 1812), епископ на Зекау (1802 – 1812)
- Мария Кристина Йозефа Ксаверия Барбара Леополдина фон Валдщайн-Вартенберг (* 1 декември 1757; † 19 юни 1763)
- Франц Адам фон Валдщайн-Вартенберг (* 14 февруари 1759; † 24 май 1823), ботаник, женен за Каролина Фердинанди (1777 – 1844)
- Мария фон Валдщайн-Вартенберг (* 2 декември 1760; † 23 септември 1763)
- Фердинанд Ернст фон Валдщайн-Вартенберг (* 24 март 1762, Виена; † 26 май 1823, Виена), британски генерал-лейтенант, женен на 9 май 1812 г. във Виена за графиня Изабела Мария Анна Франциска Рзевуска (* 29 ноември 1783, Подхорце до Тарнопол; † 29 август 1818, Виена)
- Мария Анна фон Валдщайн-Вартенберг (* 30 май 1763; † 13 май 1807), омъжена на 16 април 1781 г. за Жозé Йоаквин де Силва-Бацан, 9/10. маркиз на Санта Круз (1734 – 1802)
- Мария Елизабет фон Валдщайн-Вартенберг (* 27 септември 1764; † 14 октомври 1826, Виена), омъжена на 19 ноември 1787 г. за Йозеф Карл Фердинанд фон Дитрихщайн-Холенбург
- Мария Терезия фон Валдщайн-Вартенберг (* 6 януари 1766; † 28 август 1796, Виена), омъжена на 13 ноември 1784 г. за граф Хенри Теодер Филип де Фоурно де Круквенбург (* 8 ноември 1760, Брюксел; † 15 март 1814, Париж)
- Максимилиан Йозеф фон Валдщайн-Вартенберг (* 24 март 1767; † 9 октомври 1772)
- Мария Луиза/Лудовика фон Валдщайн-Вартенберг (* 11 юни 1768, Виена; † 25 септември 1826, Виена), омъжена на 11 септември 1788 г. във Виена за граф Йозеф фон Валис, фрайхер фон Каригмайн (* 30 август 1767, Прага; † 18 ноември 1818, Виена)

## Галерия
- Герб на графовете фон Валдщайн господари фон Вартенберг (1758)
- Герб на род Валдщайн
- Замък Валдщйн
- Замък Вартенберг